# Lo Corral de Cinto
Lo Corral de Cinto és un indret i partida del terme municipal de Castell de Mur, dins de l'antic terme de Mur, al Pallars Jussà, en terres de l'antic poble de Puigmaçana.
Està situada a ponent de Puigmaçana, a la part occidental de la Serra de Cinto, en el seu vessant meridional. Incloïa, a la seva part sud-oest, el Corral de Cinto.